# Pseudomonarchia Daemonum

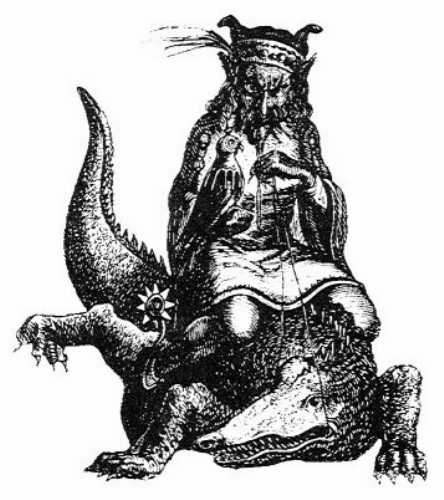
Ritratto del demone Agares

Pseudomonarchia Daemonum è un'appendice del 1577 al De praestigiis daemonum di Johann Wier. Il titolo del libro significa approssimativamente "Falsa monarchia dei demoni".

## Il libro
È un grimorio simile all'Ars Goetia, il primo volume di Piccola Chiave di Salomone, e contiene una lista di demoni insieme alle ore e ai rituali appropriati per evocarli.
Il libro è stato scritto prima della Piccola Chiave di Salomone e presenta alcune differenze. Menziona sessantanove demoni, anziché settantadue, e l'ordine degli spiriti è diverso, come anche alcune delle loro caratteristiche. 
I demoni Vassago, Seere, Dantalion e Andromalius non sono presenti nella lista in questo libro, mentre Pruflas non c'è in Piccola Chiave di Salomone. Pseudomonarchia Daemonum inoltre, a differenza di quest'ultimo, non attribuisce sigilli ai demoni.
Wier ha definito la sua fonte manoscritta come Liber officiorum spirituum, seu Liber dictus Empto. Salomonis, de principibus et regibus daemoniorum. (Libro dei compiti degli spiriti, o Libro chiamato "Empto". Salomone, riguardo ai principi ed ai re dei demoni).
Tuttavia nella voce del demone Gaap o Tap, il testo rifiuta Salomone come il creatore delle invocazioni, indicando bensì Cam, figlio di Noè, per questo ruolo:
Ci sono stati alcuni necromanti che hanno offerto sacrifici e bruciato doni per lui; e per evocarlo, hanno esercitato un'arte, dicendo che l'aveva creata Salomone il saggio. Cosa non vera: essa fu generata da Cham, il figlio di Noah, che dopo il diluvio iniziò subito a invocare spriti malvagi. Ha invocato Bileth, e creato un'arte in suo nome, e un libro che è noto a molti matematici.
Viene menzionato anche il Purgatorio, che qui viene chiamato "Cartagra".

## I 69 demoni
1. Bael
2. Agares
3. Barbas
4. Pruflas
5. Amon
6. Barbatos
7. Buer
8. Gusion
9. Botis
10. Bathin
11. Purson
12. Eligos
13. Leraje
14. Valefor
15. Morax
16. Ipes
17. Naberius
18. Glasya-Labolas
19. Zepar
20. Beleth
21. Sitri
22. Paimon
23. Belial
24. Bune
25. Forneus
26. Ronove
27. Berith
28. Astaroth
29. Foras
30. Furfur
31. Marchosias
32. Malphas
33. Vepar
34. Sabnock
35. Asmodée
36. Gaap
37. Shax
38. Pucel
39. Furcas
40. Murmur
41. Caim
42. Raum
43. Halphas
44. Focalor
45. Vine
46. Bifrons
47. Samigina
48. Zagan
49. Orias
50. Valac
51. Gomory
52. Decarabia
53. Amdusias
54. Andras
55. Andrealphus
56. Oze
57. Aym
58. Orobas
59. Vapula
60. Cimeies
61. Amy
62. Flauros
63. Balam
64. Alloces
65. Sallos
66. Vual
67. Haagenti
68. Phoenex
69. Stolas